# Comuna Skive
Skive (Skive Kommune) este o comună din regiunea Midtjylland, Danemarca, cu o suprafață totală de 683,42 km².